# Mount Iveagh
Mount Iveagh är ett berg i Antarktis. Det ligger i Östantarktis. Nya Zeeland gör anspråk på området. Toppen på Mount Iveagh är 3 422 meter över havet. Iveagh ingår i Supporters Range.
Terrängen runt Mount Iveagh är varierad. Trakten är obefolkad. Det finns inga samhällen i närheten.